# A boldogság művészete – Kézikönyv az élethez
A boldogság művészete – Kézikönyv az élethez című könyvet Howard C. Cutler, pszichológus szerkesztette, aki egy hetet töltött a 14. dalai lámával (Tendzin Gyaco), és az ebben az időben készített interjúkat felhasználva írta meg ezt a művet. Cutler szándéka szerint igyekezett bemutatni érthetően a magas rangú tibeti buddhista láma tanításait a nem buddhisták számára is.
A könyvhöz készült egy rövidebb kivonat A boldogság esszenciája címmel (Trivium, 2003 és 2008)

## Tartalom
A boldogság nem külső eseményeken múlik. Legtöbbször belső mentális gyakorlatokon keresztül alakítható ki a boldogságra való képesség. A boldogság művészetében Howard Cutler kiegészíti a dalai láma gondolatait saját személyes és tudományos észrevételeivel. Cutler nyugati tudományos hátterében a boldogság alapvetően inkább valami rejtélyes dologként szerepelt, a dalai lámának azonban sikerült őt meggyőzni arról, hogy a boldogság nem luxus dolog, hanem a létezésünk célja, és valójában az eléréséhez vezet út. Be kell azonosítanunk a szenvedést és a boldogságot okozó tényezőket, ezután meg kell szüntetnünk a szenvedést okozókat, és művelnünk kell a boldogságot okozókat. A legmeglepőbb kijelentés a boldogságról az, hogy elérhető tudományos eszközökkel és fegyelemmel. A buddhizmusban a boldogság igaz forrása a tudat fölötti uralom. A boldogság a nyugodt tudatot és az értelmes munkavégzést jelenti, úgy, hogy közben képesek vagyunk másokkal együtt érezni és kapcsolatban állunk a többi emberrel. Ha azt keressük, hogy miben hasonlítunk másokhoz, akkor sosem leszünk magányosak.
A negatív érzések és tudatállapotok nem a valóság talapzatán állnak. Ezek torzulások, amelyektől nem úgy látjuk a valóságot, ahogyan az valójában van. A pozitív tudatállapotok közelebb állnak a valósághoz, és ahhoz, hogy milyenek is lehetnénk mindenkor. A pozitív tudatállapot nem csak a magunk számára jó, mindenkire jótékony hatással van, akivel csak érintkezésbe kerülünk, ezáltal ténylegesen megváltoztatjuk a világot. Nem számít, hogy mennyire nehéz, le kell csökkenteni a negatív tudatállapotokat, és növelni kell a pozitívakat. Az erő-ellenerő törvényéből kiindulva, a pozitív tudatállapot művelésével automatikusan lecsökkennek a negatív tudatállapotok. Ezt a pszichológiában használatos kognitív terápia is bizonyította már. A dalai láma szerint az emberek alapvető természete a kedvesség. A nyugati tudomány és a filozófia előszeretettel jellemzi az embert önzőként, azonban sok tanulmány kimutatta már, hogy az emberek szeretnek kedvesek lenni, ha van rá lehetőségük. Ha a világot nem agresszívnek, hanem együtt érzőnek látjuk, akkor bizonyítékokat is találunk erre. Az együtt érzés hasznos, ám ez nem azonos az érzelmességgel. Ez az eredményes kommunikáció alapja. Nem ugyanaz, mint sajnálni valakit, hanem arra vágyni, hogy másnak elmúljon a szenvedése. Amit más most érez, azt lehet, hogy másnap mi fogjuk érezni. A dalai láma különbséget tesz ragaszkodásra épülő szeretet és együttérzésre épülő szeretet között. Ha valaki nem gyakorolja a másokkal való együtt érzést, akkor az emberi fajhoz való tartozását veszíti el, ami pedig a szeretetérzés és az inspiráció forrása. Az együtt érző egyének szabadnak és nyugodtnak érzik a tudatukat.

## Magyarul
- Őszentsége, a dalai láma–Howard C. Cutler: A boldogság művészete. Kézikönyv az élethez; ford. Süle Gábor; Trivium, Bp., 2000